# NGC 6932
NGC 6932 est une galaxie lenticulaire située dans la constellation du Paon. Sa vitesse par rapport au fond diffus cosmologique est de 3 280 ± 42 km/s, ce qui correspond à une distance de Hubble de 55,1 ± 3,9 Mpc (∼180 millions d'al). NGC 6932 a été découverte par l'astronome britannique John Herschel en 1835.
À ce jour, une mesure non basée sur le décalage vers le rouge (redshift) donne une distance d'environ 46,500 Mpc (∼152 millions d'al). Cette valeur est à l'extérieur des valeurs de la distance de Hubble. Notons que c'est avec la valeur moyenne des mesures indépendantes, lorsqu'elles existent, que la base de données NASA/IPAC calcule le diamètre d'une galaxie et qu'en conséquence le diamètre de NGC 6932 pourrait être d'environ 52,7 kpc (∼172 000 al) si on utilisait la distance de Hubble pour le calculer.
Selon la base de données Simbad, NGC 6911 est une une galaxie active de type Seyfert 2.